# Bruchwald

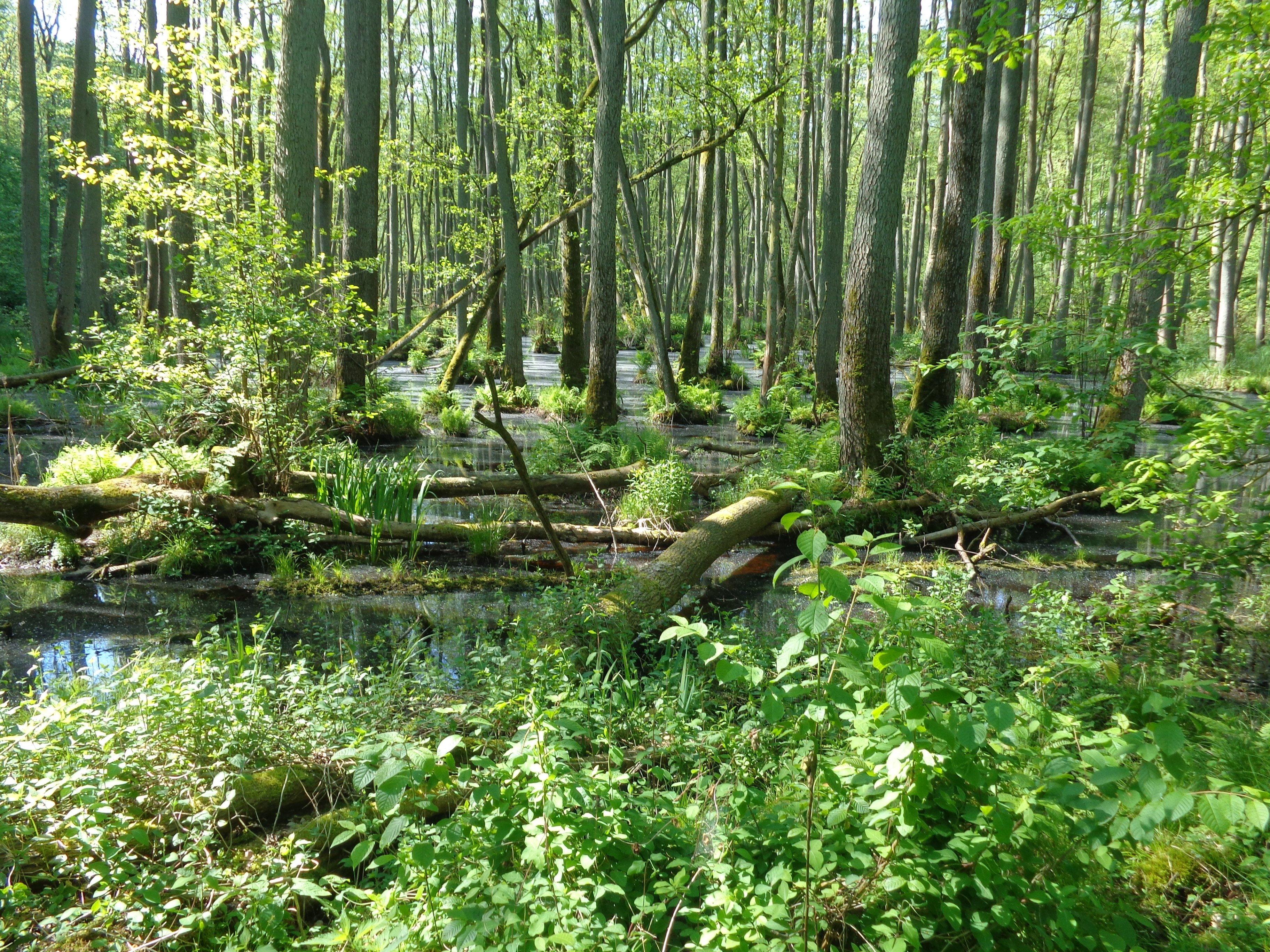
Bruchwald in Plau am See

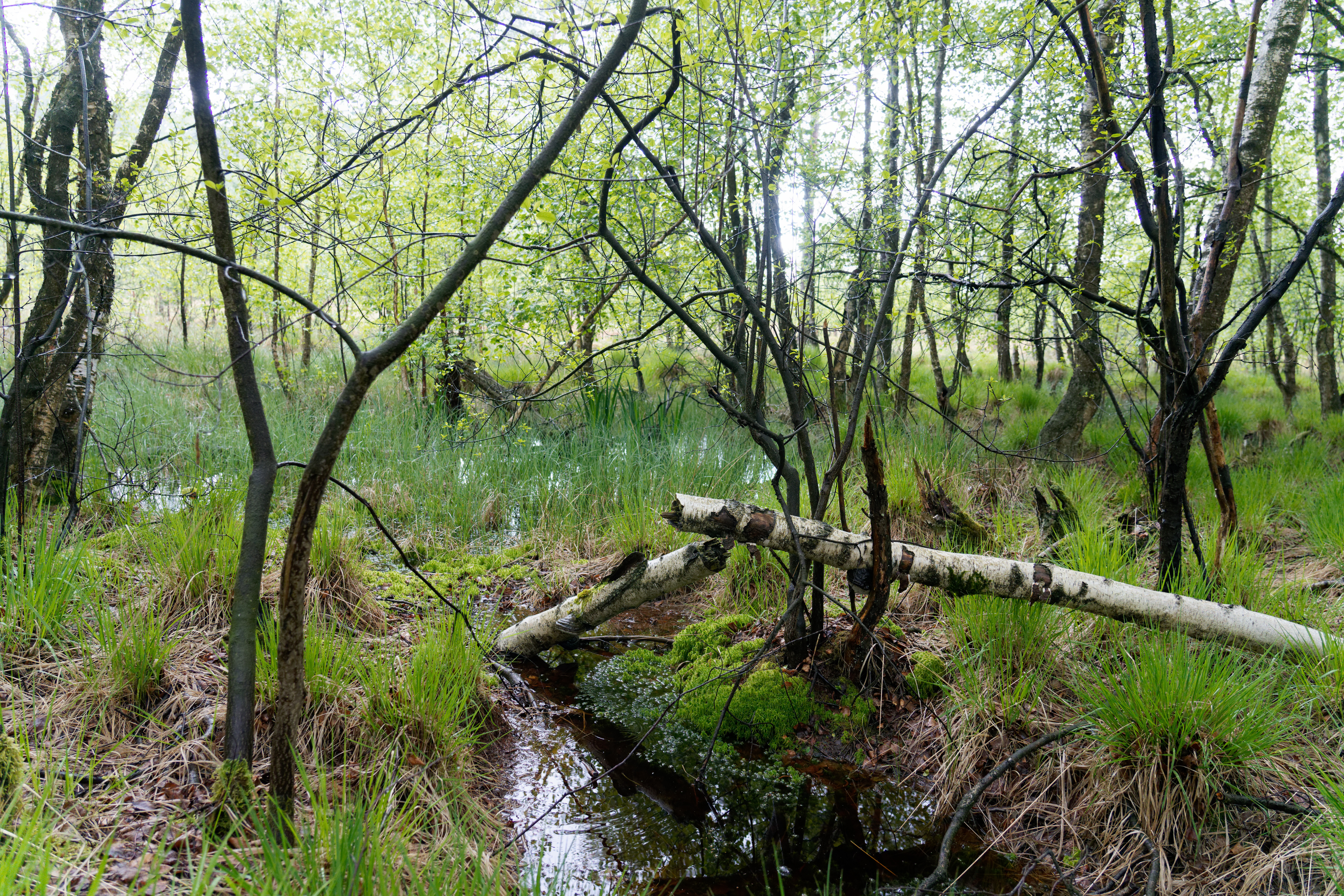
Birkenbruchwald im Trendelmoor (Schleswig-Holstein)

Ein Bruchwald ([ˈbʁʊχ-], auch [ˈbʁuːχ-]; Zusammensetzung mit dem Wort Bruch für „Feuchtgebiet“; regional auch Broich, Brook oder Brok) ist ein permanent nasser, örtlich überstauter, langfristig gefluteter, sumpfiger Wald. Damit lässt er sich vom zeitweilig gefluteten Sumpfwald und vom regelmäßig gefluteten Auwald abgrenzen; beide sind durch kürzere und ausgeprägtere Wasserstandsänderungen gekennzeichnet.

## Biotop
Die Landschaftsökologie und die Vegetationskunde fassen den Begriff Bruchwald relativ eng. Ein „echter“ Bruchwald zeichnet sich demnach durch folgende Merkmale aus:
- Die Standorte sind permanent grundwassernah; Schwankungen des über oder knapp unter Flur befindlichen Grundwasserspiegels sind im Jahresverlauf in der Regel geringer als einen Meter.
- Überschwemmungen finden vorwiegend im zeitigen Frühjahr (nach Schneeschmelze) statt und dauern über mehrere Wochen bis Monate an.
- Bei Überschwemmungen werden – im Gegensatz zu Auenwäldern – kaum anorganische Lockersedimente wie Sand und Schlick eingetragen und abgelagert.
- Der Oberboden besteht aus einer mindestens 10 bis 20 Zentimeter mächtigen, vom Wald selbst erzeugten Torfschicht aus mehr oder weniger zersetztem Pflanzenmaterial.

Neben diesen idealtypischen Ausprägungen treten in der Landschaft Übergänge zu anderen Waldgesellschaften auf, die sich durch Abweichungen bestimmter exogener Standortfaktoren wie Basen- und Nährstoffversorgung, Anteil von mineralischem Substrat, Dauer von Überschwemmungen, Bewegtheit des Wasserkörpers, anthropogene Eingriffe (beispielsweise in den Wasserhaushalt) und anderes mehr ergeben und zu einer anderen Vegetationszusammensetzung führen.
Weitere Formen von Nasswäldern in Mitteleuropa sind unter anderem Auenwälder, Quellwälder und nasse Ausprägungen von Eichen-Hainbuchen- sowie Birken-Eichen-Wäldern. Bruchwaldähnliche Wälder, die aber beispielsweise nicht das Kriterium der entsprechenden Torfmächtigkeit erfüllen, werden im Naturschutz oft als „sonstige Sumpfwälder“ klassifiziert. Dies gilt selbst dann, wenn sowohl die dominierenden Baumarten als auch die Pflanzenarten der Krautschicht (siehe unten) denen von „echten“ Bruchwäldern gleichen.
Ein ungestörter Bruchwald wird als natürliche, azonale Waldgesellschaft verstanden, die ein stabiles Klimaxstadium der Vegetation unter diesen Standortbedingungen darstellt. Alle Gesellschaften von echten Bruchwäldern sind landschaftsökologisch als von Baumbewuchs geprägte Moore aufzufassen. Je nach der Hydrologie des jeweiligen Moortyps und der daraus resultierenden Basen- und Nährstoffversorgung handelt es sich um Formen minerotropher Niedermoore oder – hydrologisch mitunter aber gestörter – hauptsächlich regengespeister Übergangs- und Hochmoore. Insbesondere Letztere werden auch Moorwälder genannt und zeichnen sich durch mäßig bis stark saure Böden aus. Manche Autoren verwenden die Begriffe (Sauer-)Bruchwald und Moorwald synonym, andere differenzieren zwischen primärem Bruchwald und sekundärem Moorwald auf entwässerten Armmoor-Standorten.
Ein weitgehend unberührtes Bruchwaldgebiet gibt es im ehemaligen Landkreis Elchniederung (heute Oblast Kaliningrad/Russland). Allein das Große Moosbruch umfasste 125 Quadratkilometer und galt als größtes geschlossenes Hochmoor im Deutschen Reich.

## Bruchwaldtypen in Mitteleuropa

### Erlenbrüche

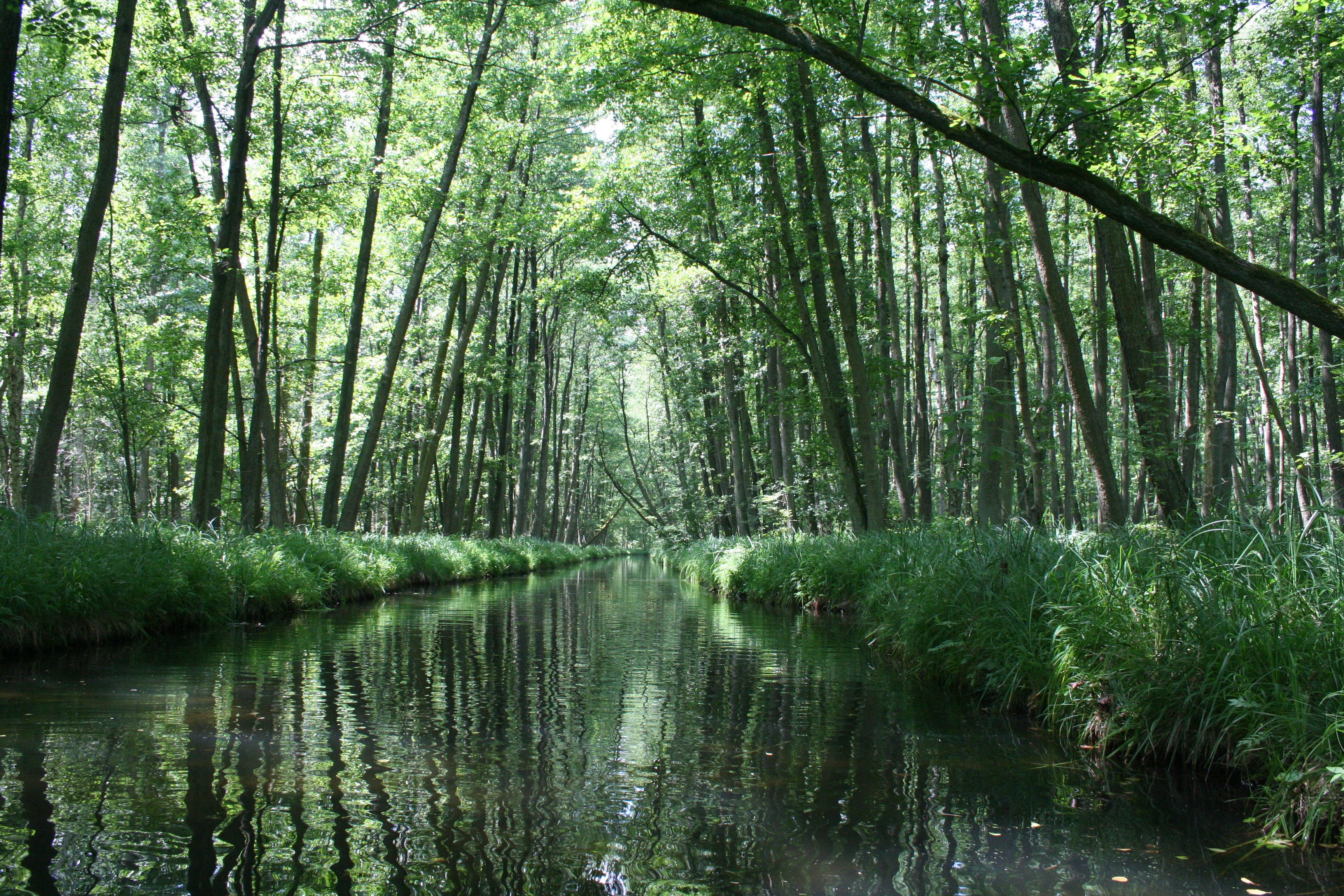
Schwaanhavel

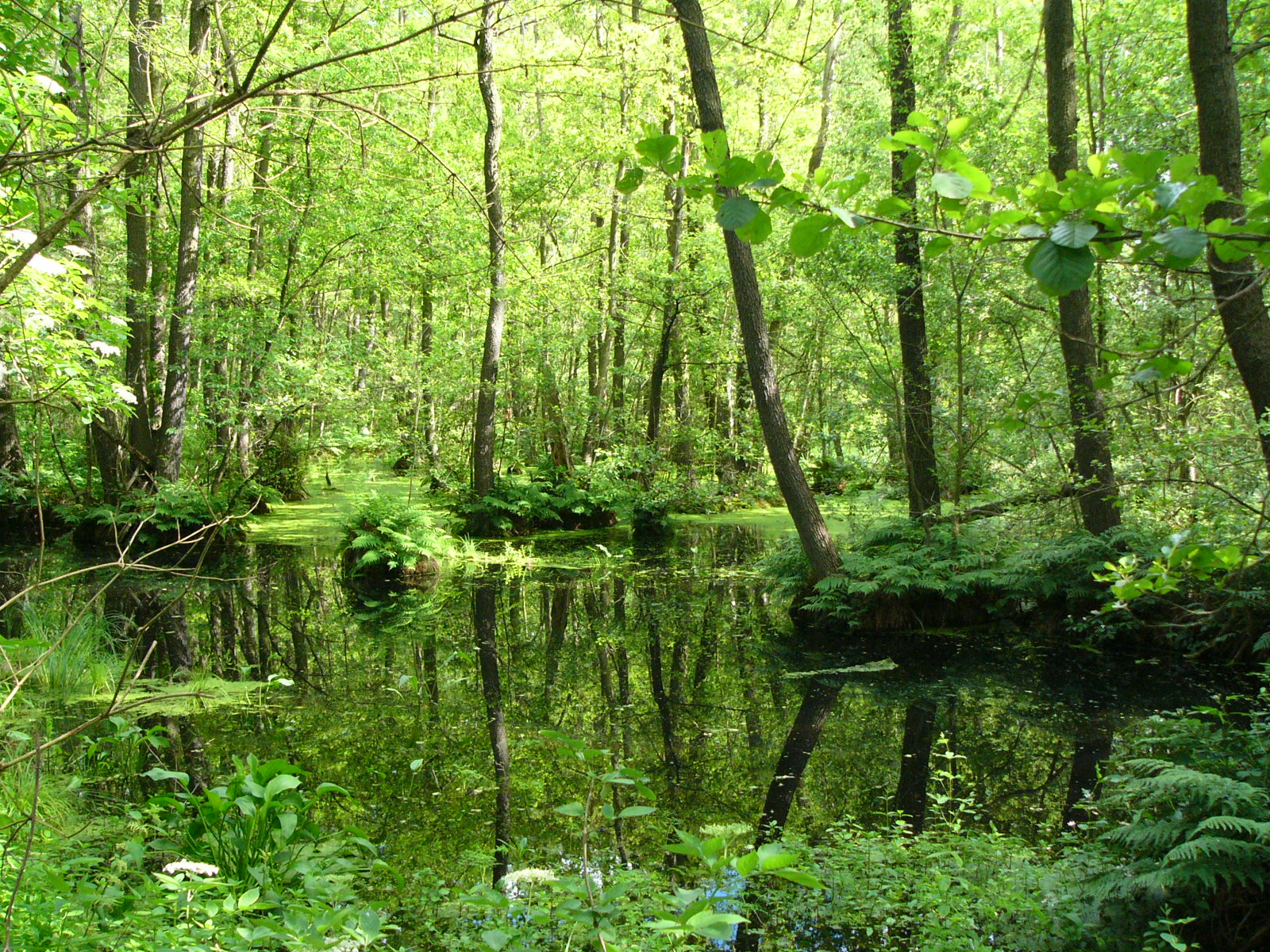
Erlenbruchwald bei Uhyst in der Teichlausitz

Erlenbruchwälder wachsen häufig auf besser nährstoffversorgten Niedermoorböden mit Schwerpunkt in planaren bis submontanen Regionen. Namensgebend ist die dominante Charakterart Schwarzerle (Alnus glutinosa). Typisch ist bei den Bäumen der mit Stelzwurzeln versehene Stammfuß; dank ihrer Adventivwurzeln kann die Schwarzerle die starke Vernässung und auch schwankende Wasserstände vergleichsweise besser verkraften als viele andere Baumarten. Der Unterwuchs (Krautschicht) ist seggenreich (beispielsweise mit der Walzen-Segge, Carex elongata oder der Sumpf-Segge, Carex acutiformis); häufig sind freie Wasserflächen ausgebildet, in denen die Kleine Wasserlinse (Lemna minor) flottiert. Weitere kennzeichnende Pflanzenarten dieses Biotoptyps sind der Bittersüße Nachtschatten (Solanum dulcamara) und die Schlangenwurz (Calla palustris). An Hochstauden siedeln hier unter anderem Wasserschierling (Cicuta virosa), Wasserdost (Eupatorium cannabinum), Ufer-Wolfstrapp (Lycopus europaeus), Gewöhnlicher Gilbweiderich (Lysimachia vulgaris), Blutweiderich (Lythrum salicaria), Zungen-Hahnenfuß (Ranunculus lingua) und Fluss-Ampfer (Rumex hydrolapathum).
Pflanzensoziologisch wird der Verband der Erlenbruchwälder (Alnion glutinosae) je nach hydrologisch-edaphischen Standortbedingungen sowie der Pflanzengeographie in Mitteleuropa in die folgenden Assoziationen differenziert:
- Moorseggen-Erlenbruch, Carici laevigatae-Alnetum (euatlantisch)
- Walzenseggen-Erlenbruch, Carici elongatae-Alnetum (subatlantisch-subkontinental)
- Torfmoosreicher Erlenwald, Sphagno-Alnetum (in den Hochlagen der Mittelgebirge)

Nach der Nährstoffversorgung können darin weitere Subassoziationen unterschieden werden; beim häufigsten und am weitesten verbreiteten Walzenseggen-Erlenbruchwald beispielsweise der nährstoffreiche Schwertlilien-Erlenbruch, der Typische Erlenbruch mit Sumpf-Seggen oder Sumpffarn sowie der mesotraphente Moorbirken-Erlenbruch. Nach Entwässerungsmaßnahmen finden sich je nach vormaliger Untergesellschaft brombeer-, farn- oder brennnesselreiche Degenerationsstadien, die nach der Mineralisation des Torfkörpers eher Feucht- bis Sumpfwälder darstellen. Der so genannte Schaumkraut-Erlenbruch bzw. Erlen-Quellwald (unter anderem mit Milzkräutern und Bitterem Schaumkraut) bildet eine Übergangsgesellschaft zu den Erlen-Eschen-Auenwäldern aus dem Alno-Ulmion (Hartholzaue) und wird oft eher diesen zugerechnet.
Meist eine Vorstufe von (Erlen-)Bruchwäldern bildet in der Sukzessionsabfolge der pflanzensoziologische Verband Salicion cinereae (Weidengebüsche und Bruchwälder), der auf nassen Anmoor Gleyen oder Niedermoortorfen wächst und von Strauchweiden wie der namensgebenden Grau-Weide und der Ohr-Weide bestimmt wird. Weitere Kennarten verschiedener Assoziationen dieses Verbandes sind beispielsweise die Esche, Strauch-Birke, die Lorbeer-Weide und der Gagel.

### Birken-, Kiefern- und Fichtenbrüche

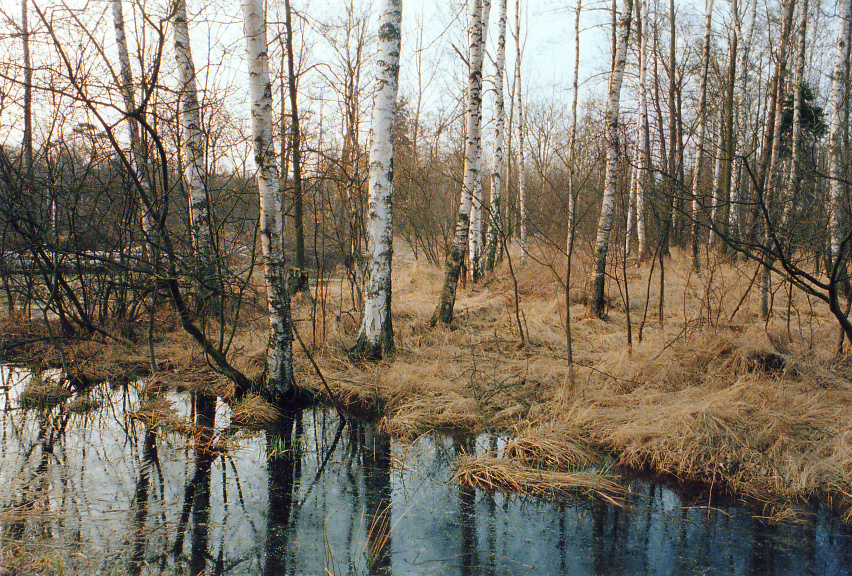
Birkenbruchwald im Giebelmoor

Birkenbruchwälder wachsen auf relativ nährstoffarm-sauren Torfböden am Rand von Hoch- und Zwischenmooren sowie an dystrophen Gewässern. Sekundär können auch degradierte, also entwässerte Hochmoorstandorte von Birken- bzw. Kiefern-Nasswäldern (Moorwäldern) eingenommen werden. Auf sehr sauer-nährstoffarmen Standorten (zentrale Hochmoorflächen) entwickeln sich lediglich Moorgehölze mit eingeschränkter Wuchskraft. Bei günstigerer Nährstoffversorgung der Standorte nehmen diese einen Waldcharakter an. Die Krautschicht ist vielfach durch die Dominanz von Torfmoosen (Sphagnum), bei teilentwässerten Ausprägungen durch Zwergsträucher (Vaccinium), Pfeifengras (Molinia caerulea) oder Adlerfarn (Pteridium aquilinum) gekennzeichnet.
Ein Konkurrenzvorteil von Moorbirken und Waldkiefern gegenüber der Schwarzerle besteht insbesondere auf solchen Moorböden, deren Basenversorgung ein gewisses Minimum unterschreitet. Ob sich dann eher Moorbirken, Waldkiefern oder auch Fichten als Hauptbaumart durchsetzen, hängt von der großklimatischen Lage ab: Im atlantisch-subatlantisch geprägten Nordwesten Mitteleuropas tritt die Moorbirke in den Vordergrund, im subkontinentalen bis kontinentalen Bereich neben dieser auch die Kiefer, in Gebirgen und in Nordosteuropa die Fichte. An mäßig basenversorgten Übergangsstandorten treten entsprechende intermediäre Formen zwischen Birken- und Erlenbruchwald auf.
Pflanzensoziologisch werden innerhalb des Verbandes der Birken- und Kiefernbruchwälder (Betulion pubescentis) folgende Gesellschaften unterschieden:
- Birkenbruchwald, Betuletum pubescentis: Atlantisch-subatlantisch verbreiteter, lichter Moorbirkenwald auf nährstoffarmen Torfböden am Rand von Hochmooren sowie dystrophen Gewässern im nass-oligotrophen Bereich.
- Rauschbeer-Waldkiefern-Bruchwald, Vaccinio uliginosi-Pinetum sylvestris: Subatlantisch bis subkontinental vorkommende, natürliche, lichte Moorwälder aus Moor-Waldkiefern (Pinus sylvestris fo. turfosa) und Moorbirken; verbreitet im nordwestdeutschen Tiefland.
- Kiefernbruchwald, Ledo-Pinetum sylvestris: Nordisch-kontinental verbreitete Gesellschaft an Moorrändern (in Deutschland östlich der Elbe) mit der Differentialart Sumpfporst (Ledum palustre).
- Karpatenbirkenbruch, Betuletum carpaticae: Lichter Birken-Moorwald mit der Differentialart Karpaten-Birke (Betula pubescens ssp. carpatica) an den Rändern quelliger Hoch- und Zwischenmoore in den montanen Lagen der Mittelgebirge, beispielsweise im Ebbegebirge, im Spessart, Solling und Kaufunger Wald.

Darüber hinaus werden Fichtenbruchwälder in der Klasse der boreal-subalpinen Nadelwälder (Vaccinio-Piceetea) eingeordnet und hierbei unter anderem die Assoziationen
- Fichten-Moorwald, Vaccinio-Piceetum (in der montanen bis subalpinen Höhenstufe der Alpen und in Mittelgebirgen) und
- Bergkiefern-Moorwald, Vaccinio uliginosi-Pinetum rotundatae („Spirkenmoore“ im Alpenvorland und in diversen Mittelgebirgen) unterschieden.

Bei der erstgenannten fungiert die Fichte (Picea abies) als Differentialart, bei der Letzteren die Moor-Spirke (Pinus × rotundata bzw. Pinus mugo ssp. uncinata) als Charakterart.

## Bruch- und Moorwälder

### Moorwälder in Nordamerika

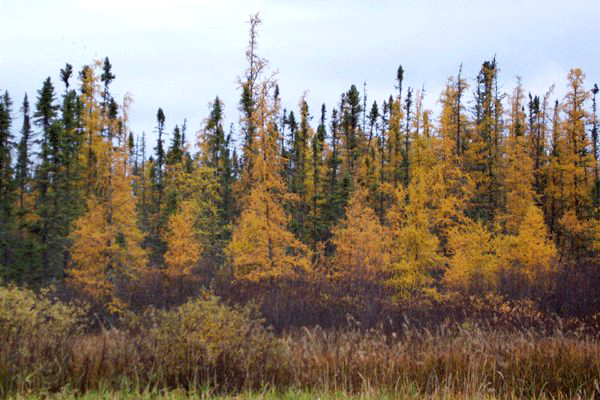
Moorwald in Minnesota

In der borealen Zone Nordamerikas sind Moorwälder mit Schwarz-Fichte (Picea mariana) und Ostamerikanischer Lärche (Larix laricina) sowie Abendländischem Lebensbaum (Thuja occidentalis) entwickelt. Im Süden und Südosten der Vereinigten Staaten existieren Sumpfmoore und Moorwälder, die sich aus der Sumpfzypresse (Taxodium distichum) und dem Tupelobaum (Nyssa aquatica) zusammensetzen. Bekanntestes Beispiel sind die Everglades in Florida. Es handelt sich um Überflutungsmoore in Flusstälern und im Küstenbereich oder durch Zulaufwasser gespeiste Versumpfungsmoore.

### Torfwälder in Südostasien
Indonesiens Wälder sind überwiegend auf mächtigen Torfflözen aufgewachsen. Hier, vor allem auf Sumatra und Borneo, finden sich die größten Torfwälder weltweit, deren Bäume bis zu 50 Meter hoch werden können. Diese Moore umfassen insgesamt etwa 170.000 km², also fast die Hälfte der Fläche Deutschlands. Auf einem Hektar finden sich bis zu 120 Baumarten. Charakteristisch ist auch die hohe Vielfalt an Kannenpflanzen. Ursachen für die Torfbildung sind ein sehr geringes Gefälle des Geländes und die großen Wassermassen, welche die Flüsse aus dem Landesinneren in die Küstenebenen bringen. In der Regenzeit staut sich das Wasser und überflutet den Waldboden monatelang. Die Torfwälder in Indonesien und Malaysia werden in erschreckendem Maße für die Anlage von Palmöl-Plantagen vernichtet. Häufig werden sie dazu angezündet. Im Sommer 2015 haben die Waldbrände extreme Ausmaße angenommen.

## Gefährdung
Gefährdet sind Bruchwälder in Europa insbesondere durch Entwässerung und die anschließende land- oder forstwirtschaftliche Nutzung, wie beispielsweise die Aufforstung mit biotopfremden Baumarten (insbesondere Hybridpappeln). Eutrophierung ist als weitere Gefährdungsursache insbesondere der nährstoffarmen Untergesellschaften anzusehen, da hierbei starkwüchsige, nitrophile Stauden die konkurrenzschwächeren Moorpflanzen verdrängen.

## Sonstiges

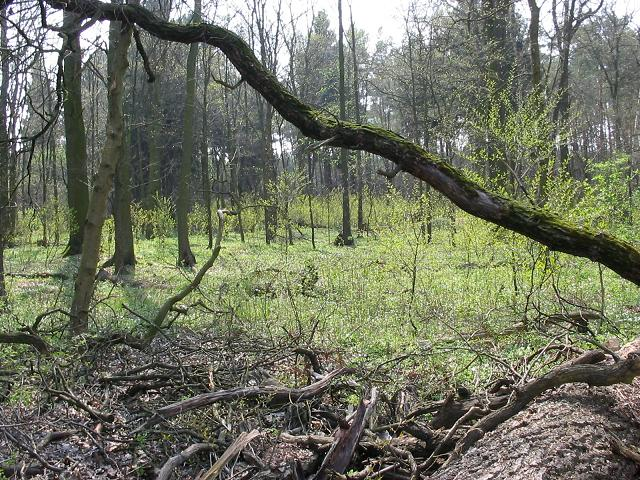
Elsbruch in Saarmund

Naturnahe Sauer-Bruchwälder (primäre Moorwälder) werden als „prioritäre Lebensraumtypen“ im Anhang I der Fauna-Flora-Habitat-Richtlinie der EU aufgeführt (Natura 2000-Code 91D0). Für solche Vorkommen müssen eigens Schutzgebiete eingerichtet werden.
Insbesondere in Brandenburg werden die noch erhaltenen Erlenbrüche auch als Elsbruch bezeichnet. Els ist der niederdeutsche Ausdruck für Erle.